# Physocarpus torreyi
Physocarpus torreyi là loài thực vật có hoa trong họ Hoa hồng. Loài này được (S. Watson) Maxim. miêu tả khoa học đầu tiên năm 1879.